# Marek Jaskółka
Marek Jaskółka (ur. 19 kwietnia 1976 w Rudzie Śląskiej) – polski triathlonista.

## Kariera sportowa
Od 1998 mieszka w niemieckim Ritterhude. Triathlon trenuje od 1992. Czterokrotny mistrz Polski: na dystansie olimpijskim (2005, 2008) oraz na dystansie sprinterskim (2004, 2005). Reprezentant Polski na Igrzyskach Olimpijskich w Pekinie (nie ukończył zawodów).
W kwietniu 2008 Jaskółka zajął w zawodach PŚ rozegranych w koreańskim Tongyeong siódme miejsce. W rankingu światowym (czerwiec 2008) zajmuje 30. miejsce. Ma także niemieckie obywatelstwo. Do 2003 reprezentował Niemcy. Kiedy został pominięty przy ustalaniu niemieckiej kadry na zawody Pucharu Świata w Hamburgu, zrezygnował z dalszych startów w barwach Niemiec, choć nadal trenuje z zawodnikami tego kraju.